# Gullholmens socken
Gullholmens socken i Bohuslän ingick i Orusts västra härad, ingår sedan 1971 i Orusts kommun och motsvarar från 2016 Gullholmens distrikt.
Socknens areal är 7,4 kvadratkilometer varav 7,3 land. Gullholmens kyrka ligger på Härmanö, medan samhället Gullholmen ligger på bägge huvudöarna.

## Administrativ historik
Gullholmens församling bildades 1798 som kapellförsamling genom utbrytning ur Morlanda församling, men fortsatte att tillhöra Morlanda jordebokssocken.
Vid inrättandet av Sveriges kommuner 1863 inrättades Gullholmens landskommun. 
Sockenstämmoprotokoll finns för åren 1798-1862. Församlingens status ändrades 1924 då den blev annexförsamling i Morlanda pastorat, och samma år blev den också en egen jordebokssocken.
Kommunen inkorporerades 1952 i Morlanda landskommun som i sin tur 1971 uppgick i Orusts kommun. Församlingen uppgick 2006 i Morlanda församling.
1 januari 2016 inrättades distriktet Gullholmen, med samma omfattning som församlingen hade 1999/2000.  
Socknen har tillhört län, fögderier, tingslag och domsagor enligt vad som beskrivs i artikeln Orusts västra härad.

## Geografi och natur
Socknen ligger väster om Orust och består huvudsakligen av öarna Härmanö och Gullholmen, med Ellösefjorden i öster och Nordsjön i väster. Naturen utgörs av kala kuperade berg och saknar skog.
Större delen av Härmanö är ett kommunalt naturreservat.

## Fornlämningar
Från bronsåldern finns gravrösen.

## Befolkningsutveckling
Befolkningen ökade från 357 1810 till 811 1910 varefter den minskade till 178 1990. År 2000 fanns här 158 invånare.

## Namnet
Namnet skrevs 1585 Guldholmen och kommer från önamnet. Efterledet är holme. Förledet kan innehålla guld och då syfta på glimmer.